# Creswell (Staffordshire)
Creswell es una parroquia civil y un pueblo del distrito de Stafford, en el condado de Staffordshire (Inglaterra).

## Geografía
Según la Oficina Nacional de Estadística británica, Creswell tiene una superficie de 4,47 km².

## Demografía
Según el censo de 2001, Creswell tenía 359 habitantes (49,3% varones, 50,7% mujeres) y una densidad de población de 80,31 hab/km². El 11,42% eran menores de 16 años, el 80,5% tenían entre 16 y 74, y el 8,08% eran mayores de 74. La media de edad era de 45,79 años. Del total de habitantes con 16 o más años, el 21,7% estaban solteros, el 68,87% casados, y el 9,43% divorciados o viudos.
Según su grupo étnico, el 99,17% de los habitantes eran blancos y el 0,83% de cualquier otro, salvo mestizos, asiáticos, negros y chinos. La mayor parte (97,47%) eran originarios del Reino Unido y el resto (2,53%) había nacido en cualquier otro lugar salvo en los países europeos. El cristianismo era profesado por el 86,63%, mientras que el 8,91% no eran religiosos y el 4,46% no marcaron ninguna opción en el censo.
Había 153 hogares con residentes y 3 vacíos.